# 河内田代バイパス
河内田代バイパス（こうちたしろバイパス）は、福井県今立郡池田町河内から同町田代に至る延長2.3kmの国道417号バイパスである。

## 概要

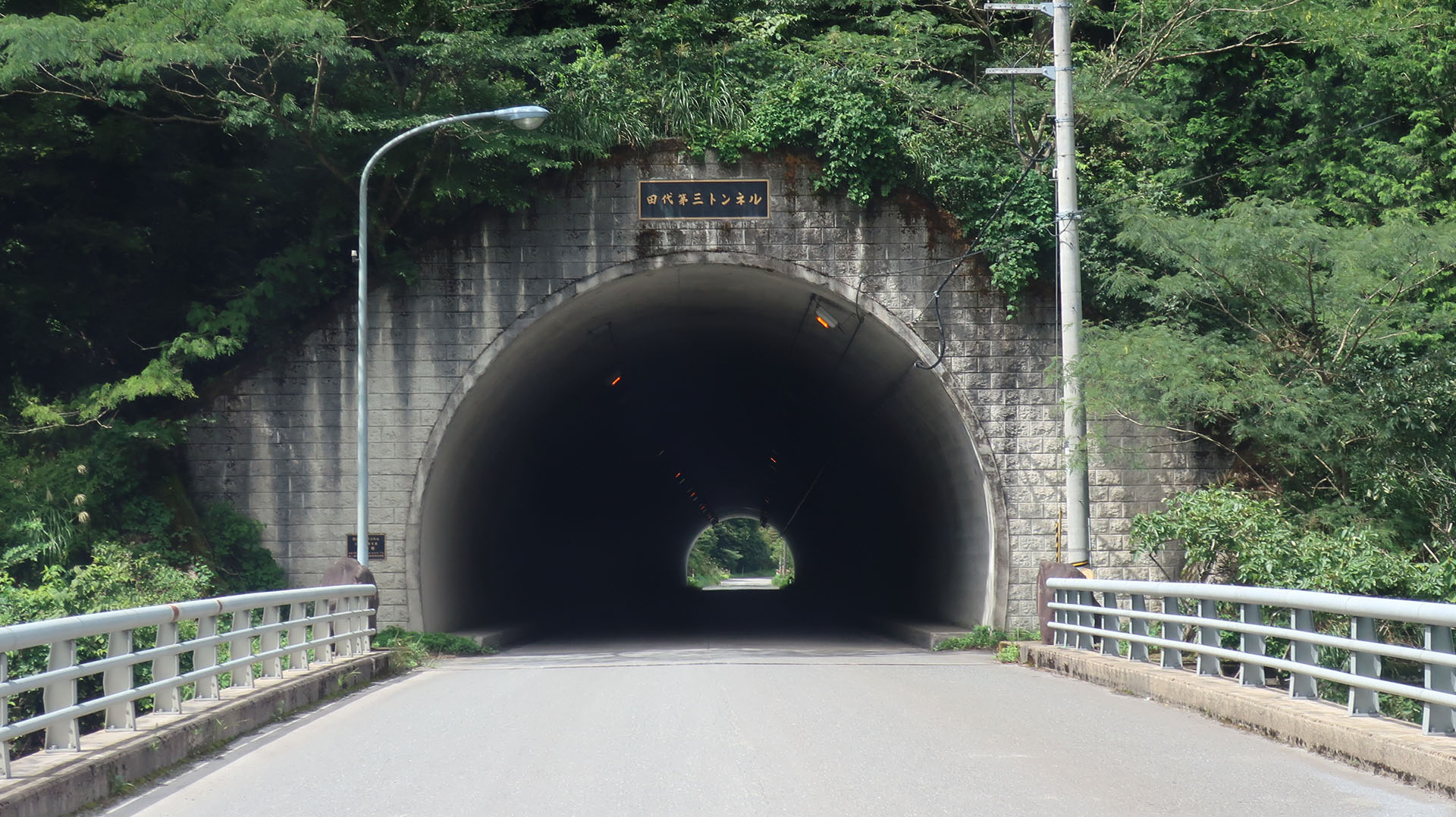
田代第三トンネル（2020年9月）

国道417号の福井県今立郡池田町河内から田代までの区間は、道路幅員4mの狭隘道路で、急カーブが連続する線形不良区間だったため、車両通行に支障をきたしていた。そのため、福井県が1990年（平成2年）からバイパス道路の整備に着手した。1998年（平成10年）までに河内トンネルと田代橋を含む延長935mを供用開始し、2002年（平成14年）10月18日に開通式を実施して、同日午後2時から全線が供用開始された。
なお、国道417号は当バイパス以南は2023年（令和5年）11月18日まで自動車通行不能区間の点線国道であり、林道冠山線を代替路として岐阜県側の徳山バイパスと接続していたが、林道冠山線は道幅が狭く、急カーブや急勾配が連続し、悪天候時は土砂災害で不通となることが多く、冬期は積雪により通行止めとなる。そのため、冠山直下を全長4,834 mの冠山トンネルで貫く冠山峠道路が建設され、2023年（令和5年）11月19日に本バイパスと接続されている。

### 路線データ
- 起点：福井県今立郡池田町河内
- 終点：福井県今立郡池田町田代
- 事業延長：2.3km
- 構造規格：第3種第3級
- 設計速度：50km/h
- 車線数：2車線
- 道路幅員：総幅員8.0m（車道幅員6.0m）
- 事業期間：1990年（平成2年）度 - 2002年（平成14年）度
- 全体事業費：約40億円

## 沿革
- 1990年（平成2年）度：事業化。
- 1998年（平成10年）：河内トンネルと田代橋を含む延長935mを供用開始。
- 2002年（平成14年）10月18日：全線開通。
- 2023年（令和5年）11月19日：冠山峠道路と接続[2]。

## 主な構造物
| 施設名           | 完成年     | 全長   | 備考（構造、その他）             |
| ---------------- | ---------- | ------ | -------------------------------- |
| 河内トンネル     | 1994年9月  | 76.0m  | 施工：関組                       |
| 田代橋           | 1994年     | 30.0m  | PC単純ポストテンション中空床版橋 |
| 田代第一トンネル | 1996年10月 | 80.0m  | 施工：関組                       |
| 田代第二トンネル | 1998年9月  | 191.0m | 施工：関組・長谷川組JV           |
| 田代第三トンネル | 2002年5月  | 197.0m | 施工：関組・長谷川組JV           |
| 瀧ヶ谷橋         | 1995年     | 40.0m  | 単純非合成鋼鈑桁橋               |
| 鷹巣谷橋         | 1999年12月 | 53.5m  | 単純非合成鋼鈑桁橋               |

## 参考資料
- 15ｍ以上の橋梁816橋一覧（保全対策必要553・なし263別） - ウェイバックマシン（2014年1月6日アーカイブ分）、福井県道路保全課